# Ferrovia del Sud
La Ferrovia del Sud (in portoghese, Linha do Sul) è una linea ferroviaria del Portogallo che collega la stazione di Campolide A, in Lisbona, alla stazione di Tunes, nell'Algarve. 
L'antico nome della linea era Linha do Sado.

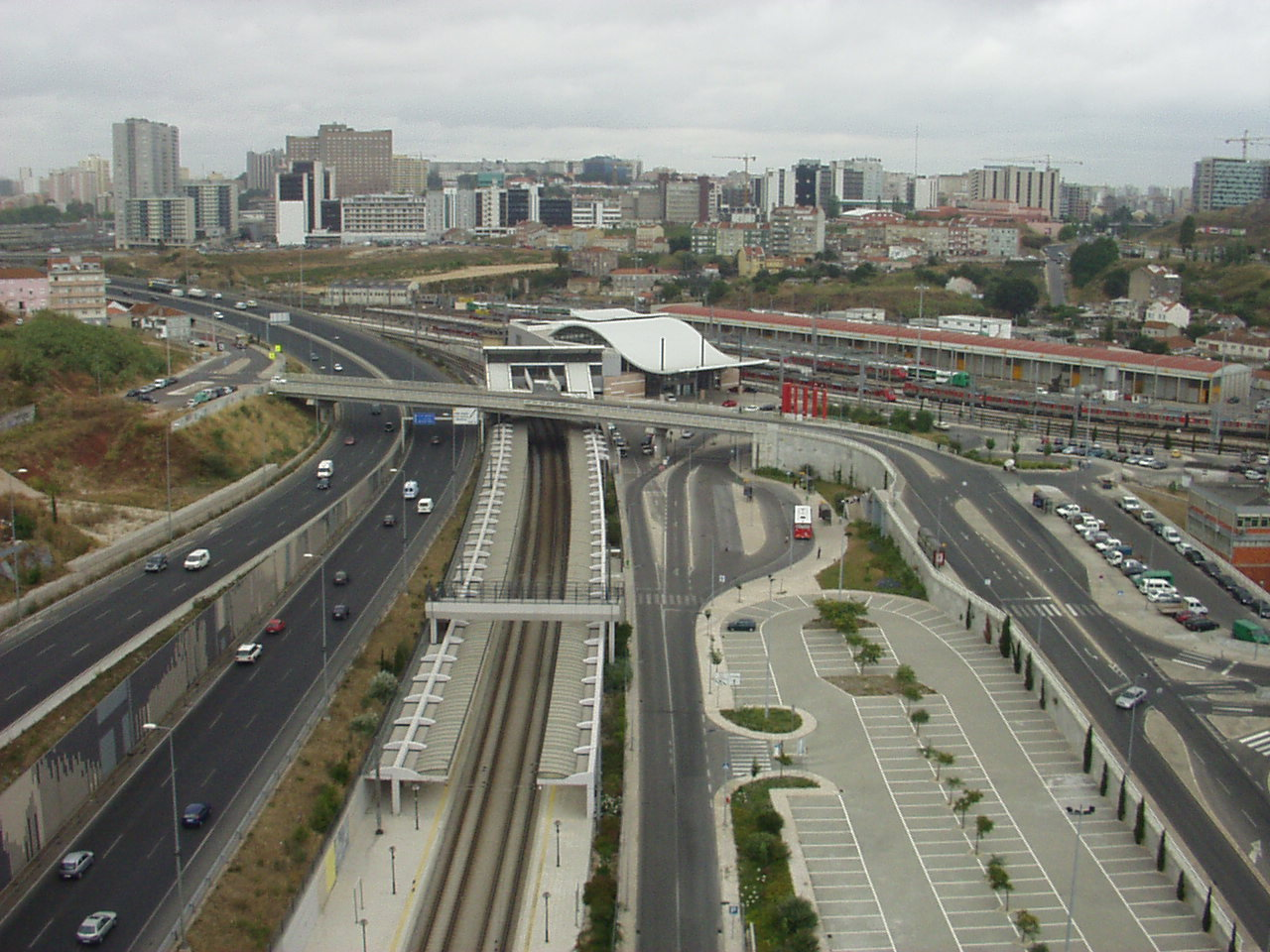
Stazione di Lisbona Campolide-A, inizio della linea

## Storia

### Prodromi
Uno dei primi progetti ferroviari in Portogallo fu, nel 1844, quello di una ferrovia tra Alcácer do Sal e Alentejo. Il Caminho de Ferro do Su aveva lo scopo di unire Beja ed Évora a Barreiro, sede di un porto fluviale con collegamenti per Lisbona; per la sua costruzione furono incaricate le società, Companhia Nacional dos Caminhos de Ferro ao Sul do Tejo per la Barreiro-Vendas Novas, e la Companhia dos Caminhos de Ferro do Sul e Sueste per il proseguimento da questa località in poi fino a Vendas Novas.

### Tratta Pinhal Novo-Setúbal
.

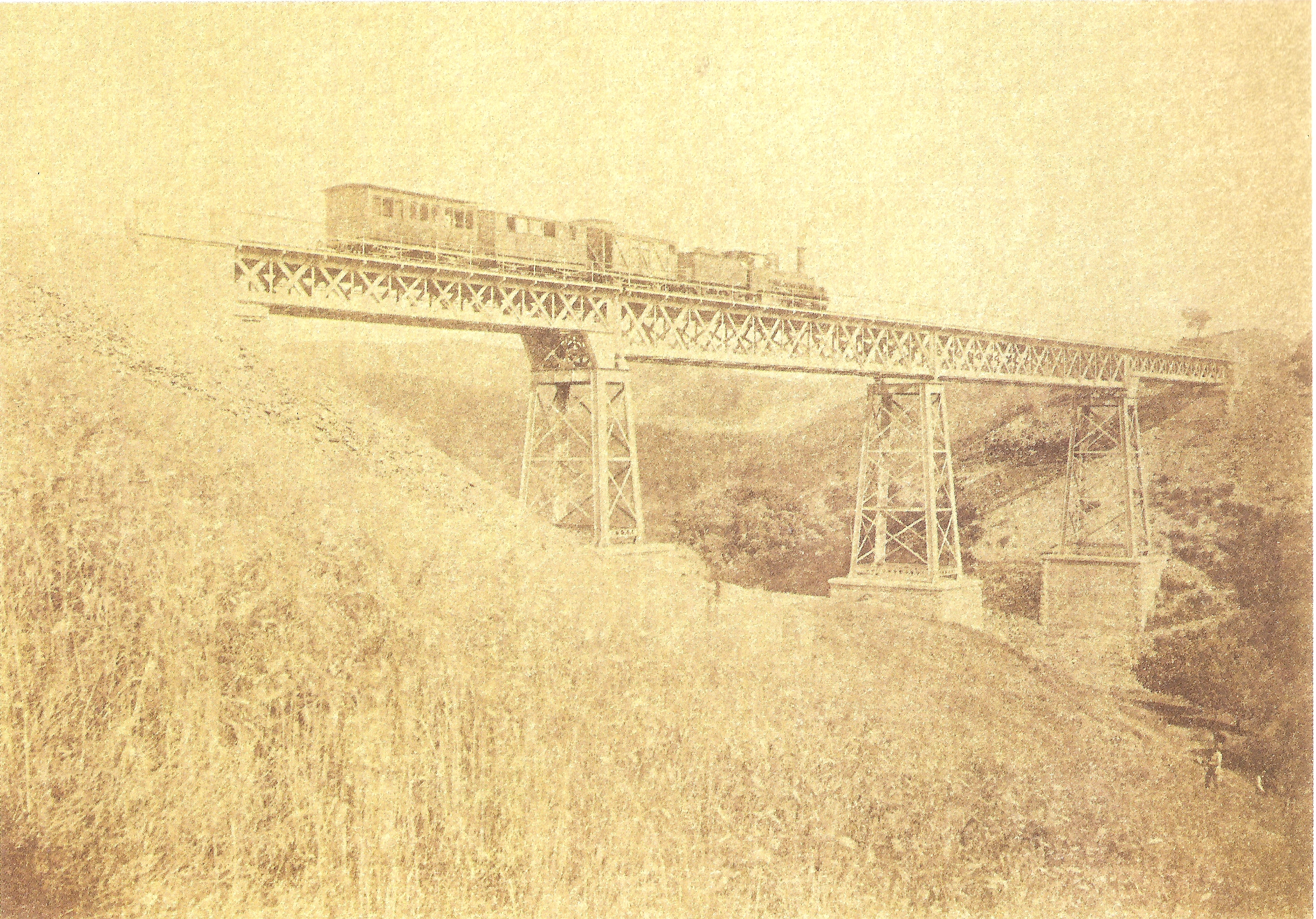
Antico ponte ferroviario di Magra, al chilometro 237+835 della Linha do Sul; demolito nei primi decenni del XX secolo

Il primo tratto di quella che sarebbe poi divenuta la Linha do Sul, fu la ferrovia di Setúbal, che collegò la stazione di Pinhal Novo, posta nel Caminho de Ferro do Sul e Setúbal inaugurato il 1º febbraio 1861 dalla Companhia Nacional de Caminhos de Ferro ao Sul do Tejo; lo scartamento di tale tratta fu quello ordinario (1440 mm) come tutti gli altri realizzati dalla detta compagnia. Lo stesso anno fu raggiunta Vendas Novas ma, essendo differente lo scartamento (largo), si determinava la necessità di trasbordi o di trasferimento dei carichi di merci con evidenti spesa di tempo. La soluzione del governo fu quella di fondere le due compagnie e uniformare lo scartamento; la Companhia Nacional fu quindi acquistata dallo Stato alla fine del 1861, vendendo poi i diritti e le concessioni alla Companhia do Sueste nel 1864. L'anno dopo iniziò l'adeguamento dello scartamento includendo il Ramal de Setúbal. Entro un biennio fu aperta la stazione di Pinhal Novo e ne venne realizzata una nuova a Setúbal in sede differente.

### Tratta Setúbal-Funcheira
Nel 1877 l'ingegnere e politico Sousa Brandão sostenne la necessità di prolungare la ferrovia da Setúbal all'Algarve, 
in quanto rappresentava l'itinerario più veloce da Lisbona, rispetto a quello via Beja della ferrovia meridionale, era di facile costruzione e attraversava aree forestali e di alta produzione mineraria e agricola.
Il governo avviò il progetto mediante due leggi, del 29 marzo e del 17 settembre 1883; lo Stato avrebbe costruito il tratto tra la stazione di Setúbal e il fiume Sado ma l'autorizzazione giunse solo con la legge del 14 luglio 1899 e il finanziamento del 12 luglio 1901, a condizione che il comune di Setúbal approntasse il terrapieno su cui costruire la stazione del fiume.
La Linha do Sado (nome del progetto) venne inserita il 27 novembre 1902, nel "Plano Oficial da Rede ao Sul do Tejo", con punto di partenza Pinhal Novo; fu considerata come alternativa alla Linha do Alentejo (Linha do Sul) e come itinerario diretto per Algarve, oltre che importante per l'agricoltura e per l'industria mineraria della valle del Sado.
Nel 1907 fu terminata la linea tra Setúbal e il fiume Sado, sulla sponda del quale venne costruita una stazione. Nel 1909 venne emanata una legge per il proseguimento su Garvão. Il progetto di variante tra Cachofarra e Gâmbia fu presentato da Caminhos de Ferro do Estado il 4 giugno 1912 e approvato il 14 giugno fino ad Alcácer do Sal.
La costruzione della ferrovia del Sado iniziò da Garvão l'11 settembre 1911 raggiungendo Alvalade nell'agosto del 1914, Lousal il 1º agosto 1915, Canal Caveira il 20 settembre 1916 e Grândola il 22 ottobre; una stazione provvisoria fu approntata ad Alcácer do Sal sulla sponda meridionale del fiume Sado il 14 luglio 1918; l'innesto definitivo con la Linha do Sul fu realizzato nella stazione di Funcheira agli inizi del 1919.
La linea raggiunse la riva settentrionale del fiume Sado il 25 maggio 1920, con l'apertura della stazione definitiva di Alcácer do Sal, raggiunta mediante un ponte provvisorio attraversato con molte limitazioni; il ponte definitivo fu inaugurato il 1º giugno 1925.

### Incidente ferroviario del rapido dell'Algarve
Il 13 settembre 1954, tra la fermata di Pereiras e la stazione di Santa Clara-Sabóia, deragliò il treno rapido dell'Algarve, provocando una trentina di morti e 50 feriti.

### Ammodernamenti e potenziamento

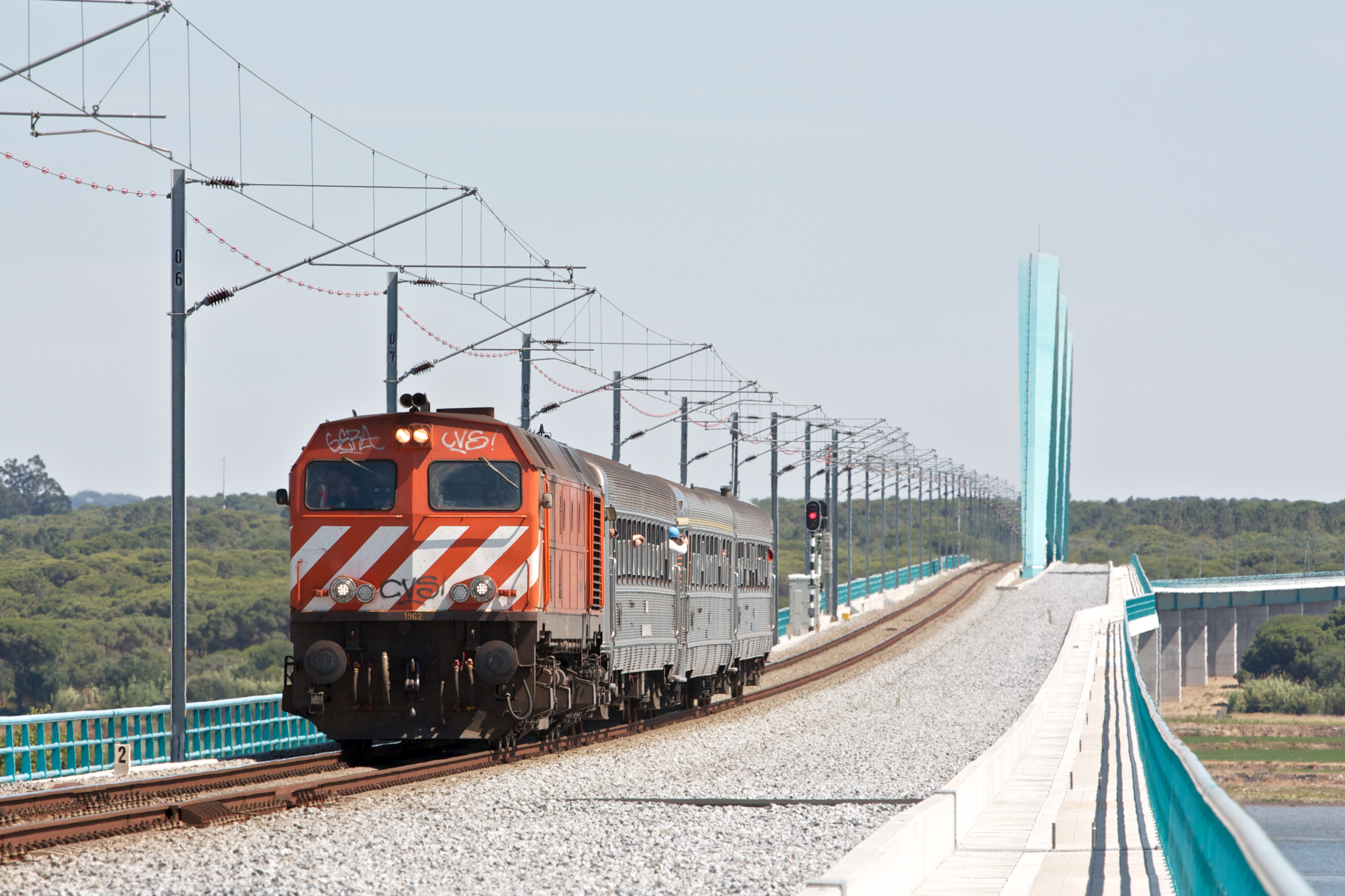
Treno trainato dalla locomotiva Gruppo CP 1960 sulla "Variante di Alcacer"

Alla fine del 2001 iniziarono i lavori di rinnovamento della linea. Nel 2004 si concluse la ricostruzione integrale e l'elettrificazione della ferrovia tra Pinhal Novo e Tunes consentendo l'effettuazione di servizi Alfa Pendular con punte di 220 km/h raggiungibili in alcune tratte. Anche l'aumento della potenzialità derivante dalle infrastrutture più moderne consentì l'effettuazione di treni merci di 2 200 t sulla Variante di Alcácer.

### Variante di Alcácer
La variante di tracciato venne realizzata tra il 2007 e il 2010 con un finanziamento di circa 159 milioni di euro. La variante ha la lunghezza di circa 29 km e comprende quattro viadotti di cui il primo di 852 m e il terzo, sul fiume Sado, di circa 2 735 m. La variante inizia in prossimità della stazione di Pinheiro e si allaccia al vecchio percorso al chilometro 94+700 con un risparmio di circa 6 km di percorso. È stata predisposta per il raddoppio del binario.

## Caratteristiche, percorso
La linea è tra le più importanti della rete portoghese.

### Traffico passeggeri
Tra Campolide e Setúbal si svolge un intenso traffico di convogli sia delle CP che dell'impresa privata Fertagus la cui concessione per i servizi suburbani risale alla fine del 2010.

### Traffico merci
Per tutto il XX secolo la linea ha assicurato un consistente traffico merci tra l'Algarve e l'Area Metropolitana di Lisbona principalmente dalla Penisola di Setúbal; le stazioni di Santa Clara-Sabóia, Pereiras-Gare, São Marcos da Serra, Setúbal e Alvalade esportavano legnali e derivati in grande quantità, mentre Setúbal riceveva dall'Algarve, farina, olio grezzo, pesce e olio d'oliva confezionato. La linea era inoltre sede di traffici tra l'Algarve e il resto del Paese.

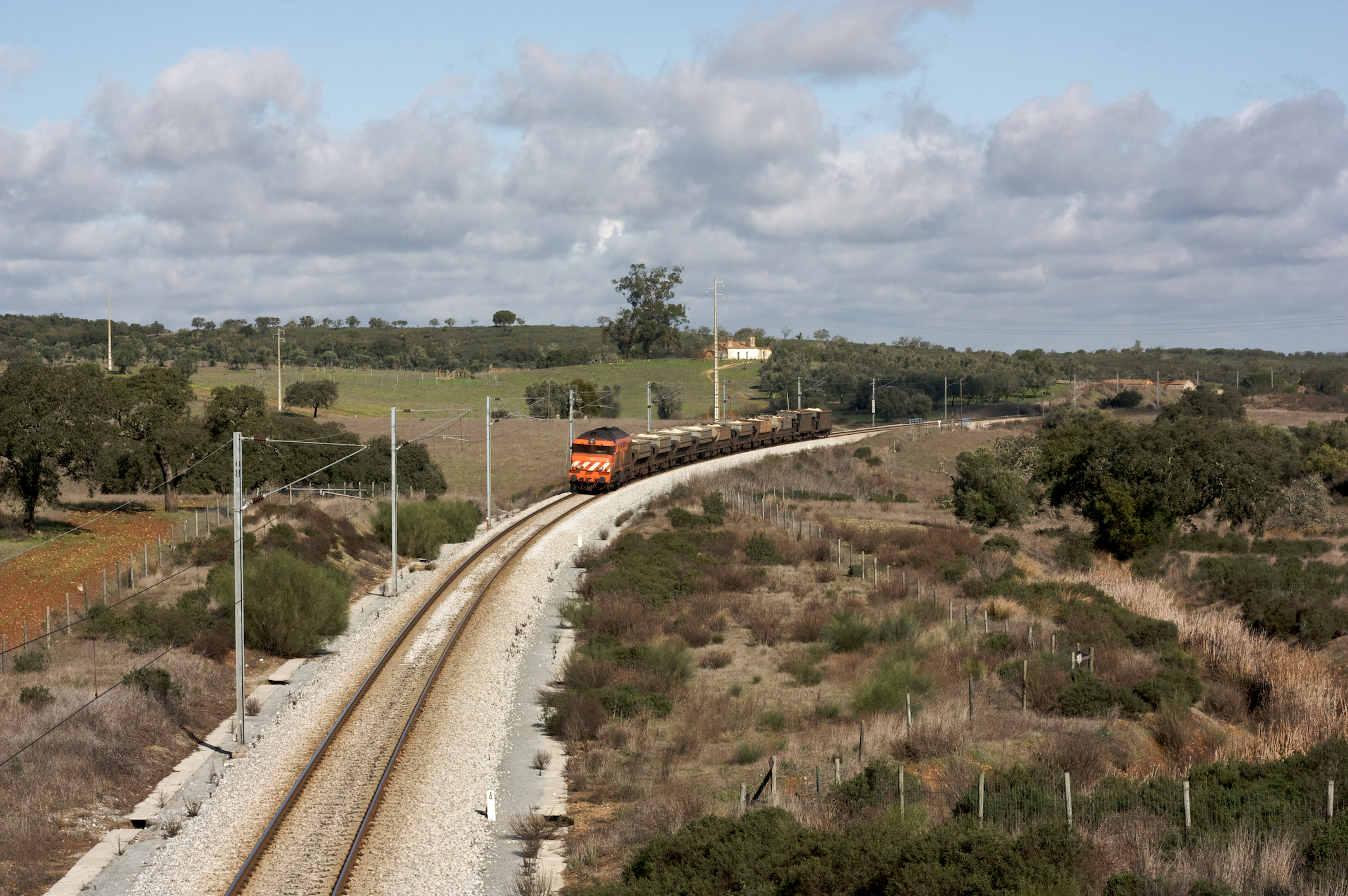
Treno merci di tramoggie al chilometro 120 della linea

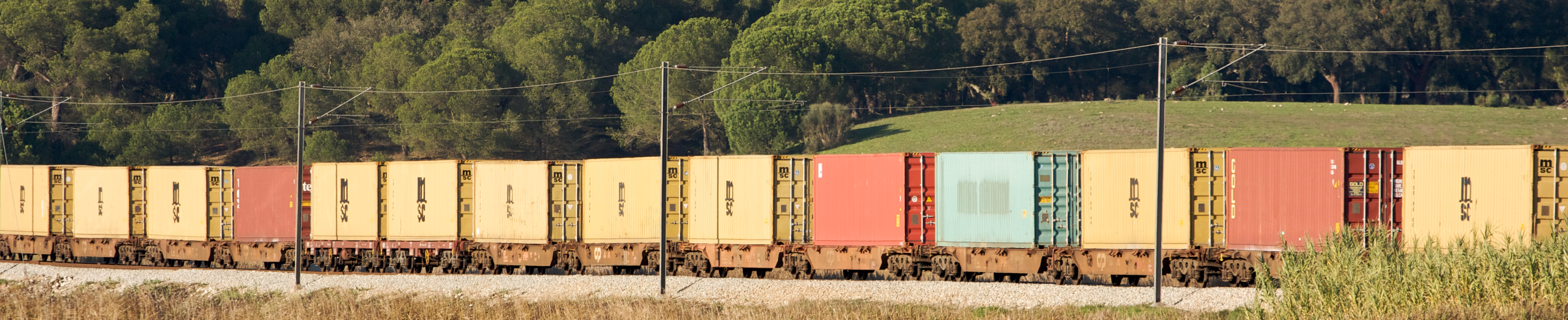
Treno di carri articolati per carico containers e casse mobili in sosta ad Alcacer do Sal nel dicembre 2009

| Unknown route-map component "num1m!" + Unknown route-map component "kSTRc2" | Unknown route-map component "STR+l" + Unknown route-map component "kSTR3+l" | Unknown route-map component "CONTfq" |

| Unknown route-map component "HUBa@f-Lq" + Unknown route-map component "kSTR+1" + Unknown route-map component "STR+l" | Unknown route-map component "HUBlg-L" + Unknown route-map component "ABZg+r" |  |

| Unknown route-map component "HUB-L" + Continuation forward | Unknown route-map component "HUBlf-L" + Unknown route-map component "SPLa" + Unknown route-map component "KRWl" | Unknown route-map component "HUBlg-L" + Unknown route-map component "KRW+r" |

|  | Unknown route-map component "vBHF" | Unknown route-map component "tBHFa@f" |

|  | Unknown route-map component "vSKRZ-G4u" | Unknown route-map component "tCONTf" |

| Unknown route-map component "vWTUNNEL" |

|  | Unknown route-map component "vÜSTl" + Unknown route-map component "v-SHI3l" | Unknown route-map component "SHI3+r" |

|  | Unknown route-map component "vSTRl-SHI1ro" | Unknown route-map component "ABZg+r" |

|  | Unknown route-map component "ABZgl" | Unknown route-map component "CONTfq" |

|  | Station on track |

|  | Station on track |

|  | Station on track |

|  | Station on track |

|  | Unknown route-map component "SPLa" |

| Unknown route-map component "vSTR-DST" |

| Unknown route-map component "SPLe" |

|  | Unknown route-map component "ABZg+l" | Unknown route-map component "CONTfq" |

|  | Station on track |

| Unknown route-map component "vENDEa-SHI1+r" |

| Unknown route-map component "KDSTaq" | Unknown route-map component "vSTRr-" + Unknown route-map component "vÜSTr" |  |

| Unknown route-map component "KDSTaq" | Unknown route-map component "vABZgr-STR" |  |

|  | Unknown route-map component "vDST-BHF" |

| Unknown route-map component "SPLe" |

|  | Unknown route-map component "ABZg+l" | Unknown route-map component "CONTfq" |

|  | Unknown route-map component "eABZg+l" | Unknown route-map component "exCONTfq" |

|  | Station on track |

|  | Unknown route-map component "ABZgl" | Unknown route-map component "CONTfq" |

| Stop on track |

| Unknown route-map component "SPLa" |

| Unknown route-map component "vDST-STR" |

| Unknown route-map component "vSTR-DST" |

| Unknown route-map component "vSTR-DST" |

| Unknown route-map component "SPLe" |

| Stop on track |

|  | Station on track |

| Stop on track |

| Unknown route-map component "eHST" |

| Unknown route-map component "eBHF" |

| Unknown route-map component "v-SHI3+l" | Unknown route-map component "SHI3gr" |  |

| Non-passenger station/depot on track | Unknown route-map component "dSTR" |  |

| Unknown route-map component "v-SHI3l" | Unknown route-map component "SHI3g+r" |  |

|  | Unknown route-map component "eHST" |

| Unknown route-map component "KDSTaq" + Unknown route-map component "HUBa" | Unknown route-map component "ABZg+r" |  |

| Non-passenger head station + Unknown route-map component "HUBe" + Unknown route-map component "STRc2" | Unknown route-map component "ABZg3" |  |

| Unknown route-map component "SHI1r" + Unknown route-map component "vSTR+1-" + Unknown route-map component "vSTR+2-" | Unknown route-map component "STRc34" + Unknown route-map component "eBHF" |  |

| Unknown route-map component "vSHI2gl-" + Unknown route-map component "STRc1" | Unknown route-map component "ABZg+4" |  |

| Unknown route-map component "vKDSTe-STR" | Unknown route-map component "SKRZ-G2u" |  |

| Unknown route-map component "dKDSTe" | Unknown route-map component "cSTRc2" | Unknown route-map component "dABZg3" | Unknown route-map component "cd" |

| Unknown route-map component "KHST1" | Unknown route-map component "dSTR" + Unknown route-map component "dSTRc4" |  |

|  | Unknown route-map component "ABZg+l" | Unknown route-map component "KDSTeq" |

| Unknown route-map component "eBHF" + Unknown route-map component "lBST" |

| Unknown route-map component "eHST" |

| Unknown route-map component "eHST" |

| Unknown route-map component "eHST" |

| Unknown route-map component "d" | Unknown route-map component "evSHI2gl-" |

| Unknown route-map component "d" | Unknown route-map component "vSTR-exBHF" |

| Unknown route-map component "d" | Unknown route-map component "evSHI2g+l-" |

| Unknown route-map component "exSTRc2" | Unknown route-map component "eABZg3" |  |

| Unknown route-map component "exLSTR+1" | Unknown route-map component "kABZg2" + Unknown route-map component "exSTRc4" | Unknown route-map component "num1re" |

| Unknown route-map component "exhKRZWae" | Unknown route-map component "STR+k12" | Unknown route-map component "c" + Unknown route-map component "kABZl+34" | Unknown route-map component "cd" + Unknown route-map component "lCONTf@Fq" |

| Unknown route-map component "exLSTR" | Unknown route-map component "kABZg+1" | Unknown route-map component "num2a" |

| Unknown route-map component "exLSTR2" | Unknown route-map component "hKRZWae" + Unknown route-map component "exSTRc3" |  |

| Unknown route-map component "exSTRc1" | Unknown route-map component "eABZg+4" |  |

| Unknown route-map component "eBHF" |

| Unknown route-map component "exCONTgq" | Unknown route-map component "eABZgr" |  |

|  | Unknown route-map component "KRWgl" | Unknown route-map component "KRW+r" |

|  | Unknown route-map component "eBHF" | Unknown route-map component "LSTR" |

| Unknown route-map component "LSTR+l" | Unknown route-map component "KRZu" | Unknown route-map component "LSTRr" |

| Unknown route-map component "LSTR" | Unknown route-map component "eBHF" |  |

| Unknown route-map component "hKRZWae" | Unknown route-map component "hKRZWae" |  |

| Unknown route-map component "LSTR" | Unknown route-map component "eBHF" |  |

| Unknown route-map component "LSTR" | Unknown route-map component "eBHF" |  |

| Unknown route-map component "LSTR" | Non-passenger station/depot on track |  |

| Unknown route-map component "KRWl" | Unknown route-map component "KRWg+r" |  |

| Unknown route-map component "exCONTgq" | Unknown route-map component "eABZgr" |  |

|  | Station on track |

| Unknown route-map component "eBHF" |

| Unknown route-map component "eDST" |

| Unknown route-map component "eHST" |

| Unknown route-map component "eBHF" |

|  | Unknown route-map component "eABZg+l" | Unknown route-map component "exCONTfq" |

| Unknown route-map component "cd" | Unknown route-map component "v-SHI2gr" + Unknown route-map component "lvBHF@F" | Unknown route-map component "c" |  |

| Unknown route-map component "dCONTgq" | Unknown route-map component "dSTRr+1h" + Unknown route-map component "dSTR2h+r" | Straight track + Unknown route-map component "BS2c3" + Unknown route-map component "BS2c4" |  |

| Unknown route-map component "num1l" + Unknown route-map component "BS2c1" | Unknown route-map component "SHI2g+r" |  |

| Unknown route-map component "eHST" |

| Unknown route-map component "eBHF" |

| Unknown route-map component "eHST" |

|  | Unknown route-map component "SHI2gl" | Unknown route-map component "BS2c3" + Unknown route-map component "num1r" |

|  | Straight track + Unknown route-map component "BS2c1" + Unknown route-map component "BS2c2" | Unknown route-map component "dSTRl+4h" + Unknown route-map component "dSTR3h+l" | Unknown route-map component "dCONTfq" |

|  | Unknown route-map component "c" | Unknown route-map component "vSHI2g+l-" + Unknown route-map component "lvBHF@G" | Unknown route-map component "cd" |

| Unknown route-map component "eHST" |

| Unknown route-map component "eBHF" |

| Unknown route-map component "eHST" |

| Enter and exit tunnel |

| Unknown route-map component "eBHF" |

| Transverse water | Unknown route-map component "hKRZWae" | Transverse water |

|  | Station on track |

| Unknown route-map component "eHST" |

|  | Station on track |

|  | Station on track |

| Unknown route-map component "num1l" + Unknown route-map component "exBS2c2" | Unknown route-map component "eSHI2gr" |  |

| Unknown route-map component "dCONTgq" | Unknown route-map component "exdSTRr+1h" + Unknown route-map component "dSTR2h+r" | Straight track + Unknown route-map component "BS2c3" + Unknown route-map component "exBS2c4" |  |

| Unknown route-map component "cd" | Unknown route-map component "vBHF" | Unknown route-map component "c" |  |

| Unknown route-map component "BS2c1" | One way leftward + Unknown route-map component "STRl+4h" | Unknown route-map component "CONTfq" |